# Iktyologi

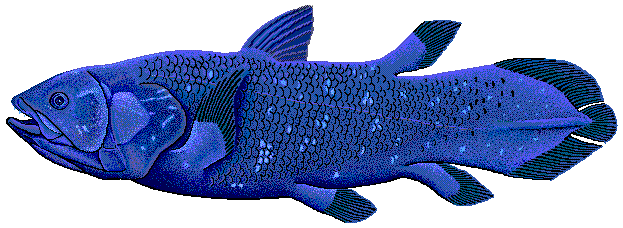
Tofsstjärtfisk

Iktyologi eller ichthyologi (av grekiska ιχθύς, ichthys, 'fisk' och grekiska λόγος 'logos', princip, m.fl. betydelser) är den vetenskap som studerar fiskar. Vetenskapen är särskilt inriktad på grundforskning huvudsakligen avseende nulevande och utdöda fiskars  systematik, morfologi, fysiologi, genetik, biogeografi och i viss mån beteende och ekologi. Den tillämpade fiskforskningen benämns fiskbiologi, fiskebiologi, eller fiskerivetenskap.
Iktyologin innefattar benfiskar (Osteichthyes), broskfiskar (Chondrichthyes) och rundmunnar (Cyclostomi). Varje år beskrivs ungefär 250 nya arter . Enligt FishBase var 34 500 fiskarter beskrivna fram till december 2020.
Den svenske biologen Peter Artedi (1705–1735) räknas som grundare av ichthyologin som vetenskap genom sitt verk Ichthyologia från 1738. Artedi var nära vän med Carl von Linné, som gav ut Ichthyologia efter författarens död.

## Utbildning och forskning
I Sverige finns ett antal forskningscentra för iktyologi:  Sveriges Lantbruksuniversitet, Institutionen för akvatiska resurser i Drottningholm, övriga universitet samt Naturhistoriska riksmuseet i Stockholm.